# 허영호 (정치인)
허영호(許永鎬, 혹은 허경호(許鏡湖), 일본식 이름: 德光允도쿠미쓰 마사시, 德光翼도쿠미쓰 다스쿠, 1900년 12월 21일~1952년 1월 30일)는 일제강점기와 대한민국의 불교 승려이며 정치인이다. 다른 이름으로 허윤(許允)이 있으며 법명은 경호(鏡湖), 호는 현주(玄州)이다.
1949년 1월 13일 보궐선거에서 당선, 문시환의 뒤를 이어 제헌 국회 국회의원(부산부 갑)을 지냈다. 대한제국 경상남도 부산 출생으로, 조선민주주의인민공화국 피랍지에서 숨졌다.

## 생애
동래공립보통학교를 졸업하고 범어사 산하 명정학교(明正學校)에 입학하였다. 1919년 3월 18일 3·1 운동 당시에 동래 장터에서 일어난 범어사 독립 만세 운동에 가담하였다. 이 때문에 그는 일본 경찰에 체포되어 징역 1년을 선고받고 복역했다.
1920년 8월 1일부터 같은 해 10월 1일까지 《평범(平凡)》의 편집국장 겸 발행부장으로 참여했으며 1927년 일본 도요 대학교 동양학과를 나온 그는 한때 잠시 조선 땅에 귀국하였다가 신간회 경상남도 동래지회에서도 활동한 후 1928년 다시 도일하였으며 이후 1930년 재일본조선불교청년회 서무부 간사를 역임했고 1932년 일본 다이쇼 대학 불교학과를 나온 그는 1932년부터 1937년까지 중앙불교전문학교 교수 겸 학감(1932년 9월 10일~1933년 5월 4일), 불교개선심의회(佛紀改善審議會) 상무위원(1932년 9월 11일 위촉), 조선불교교정연구회(朝鮮佛敎敎正硏究會) 발기인, 조선불교교정연구회 창립대회 준비위원, 조선불교교정연구회 연구부장(1932년 12월 11일 ~ 1933년), 중앙불교전문학교 교우회 총무(1933년 3월 16일 위촉), 경남3본산종무협회 제3회 정기총회 의안심사위원(1936년 10월 25일 위촉), 총본산건설기초위원(1937년 2월 25일 위촉), 《불교 신(佛敎 新)》 편집 겸 발행인(1937년 3월 1일 ~ 1939년 1월 1일), 중앙불교전문학교 강사(1937년 5월 12일 위촉), 해동역경원 주임역경사(1937년 9월 28일 위촉)를 역임했다.
1938년 1월부터 1945년 8월 15일까지 재단법인 조선불교중앙교무원 평의원, 재무국장, 상무이사, 이사장, 재단법인 조계학원 이사장 직위를 역임했으며 1938년 10월 2일 조선불교청년총동맹 경성연합 중앙집행위원, 1941년 5월 국민총력조선연맹 평의원으로 위촉되었다. 1941년 9월 9일부터 1945년 8월 15일까지 조선불교조계종 종정 사서(司書)를 역임했고 1941년 전후에 대본산 범어사 불교신체제운동 특별위원을 역임했다. 1942년 9월 2일부터 9월 12일까지 조선불교협회가 주최한 불교순회강연회에서 평안도 일대를 순회하면서 '대동아 전쟁(大東亞戰爭)과 일본(日本)의 사명(使命)'을 주제로 한 강연을 열었다. 1943년 4월 7일 불교문화보급회 발기인으로 위촉되었으며 1943년 11월 16일부터 11월 17일까지 육군특별지원병 사기양양 대강연회 강연을 열었다.
광복 이후인 1945년 9월부터 1946년 9월까지 서울 혜화전문학교(惠化專門學校) 교장을 역임했으며 1946년 9월부터 1948년 11월까지 동국대학 학장(현재의 동국대학교 총장)을 역임했다. 1949년 1월 13일에 실시된 제헌 국회의원 경상남도 부산부 갑 선거구 재보궐선거에서 무소속으로 출마하여 당선되었지만 한국 전쟁 중이던 1950년 7월 13일에 납북되었다.

## 사후
1990년 대한민국 정부가 3·1 운동 참가를 근거로 건국훈장 애족장을 추서했지만 2010년 그의 친일 행적을 확인한 대한민국 국가보훈처가 서훈 취소 결정을 내렸다. 또한 친일파 708인 명단의 기타 부문, 친일인명사전 수록예정자 명단의 종교 부문, 친일반민족행위진상규명위원회가 발표한 친일반민족행위 705인 명단에 포함되었다.

## 역대 선거 결과
| 실시년도 | 선거        | 대수 | 직책     | 선거구         | 정당   | 득표수   | 득표율          | 순위 | 당락 | 비고 |
| -------- | ----------- | ---- | -------- | -------------- | ------ | -------- | --------------- | ---- | ---- | ---- |
| 1949년   | 1.13 재보선 | 1대  | 국회의원 | 경남 부산부 갑 | 무소속 | 11,899표 | \| \| 29.96% \| | 1위  |      | 초선 |
|          | 29.96%      |      |          |                |        |          |                 |      |      |      |

## 참고 문헌
- 친일반민족행위진상규명위원회 (2009). 〈허영호〉. 《친일반민족행위진상규명 보고서 Ⅳ-19》. 서울. 213~228쪽.
- 《대한민국 의정총람》, 국회의원총람발간위원회, 1994년
- 임혜봉 (2005년 3월 1일). 〈허영호 : 민족주의자에서 친일로 변신한 뛰어난 학승〉. 《친일 승려 108인》. 서울: 청년사. 435~451쪽. ISBN 9788972783848.